# گای برانستون
گای برانستون (انگلیسی: Guy Branston؛ زادهٔ ۹ ژانویهٔ ۱۹۷۹) بازیکن فوتبال اهل بریتانیا است.
از باشگاه‌هایی که در آن بازی کرده‌است می‌توان به باشگاه فوتبال شفیلد ونزدی، باشگاه فوتبال لستر سیتی، باشگاه فوتبال پیتربورو یونایتد، باشگاه فوتبال برتون آلبیون، باشگاه فوتبال اولدهام اتلتیک، باشگاه فوتبال کولچستر یونایتد، باشگاه فوتبال روترهام یونایتد، باشگاه فوتبال تورکی یونایتد، باشگاه فوتبال نوتس کانتی، باشگاه فوتبال بریستول راورز، باشگاه فوتبال لینکولن سیتی، باشگاه فوتبال روچدیل، باشگاه فوتبال آلدرشات تاون، باشگاه فوتبال کترینگ تاون، باشگاه فوتبال پلیموث آرگیل، باشگاه فوتبال نورث‌همپتون تاون، باشگاه فوتبال وایکام واندررز، و باشگاه فوتبال برادفورد سیتی اشاره کرد.